# 于倫貝克河
51°05′18″N 7°33′33″E / 51.088216°N 7.559215°E
于倫貝克河（德語：Uelenbeck），是德國的河流，位於該國西部，處於北萊茵-威斯特法倫州，屬於伍珀河的右支流，河道全長0.2公里，河畔城鎮有馬林海德。